# 神泉站

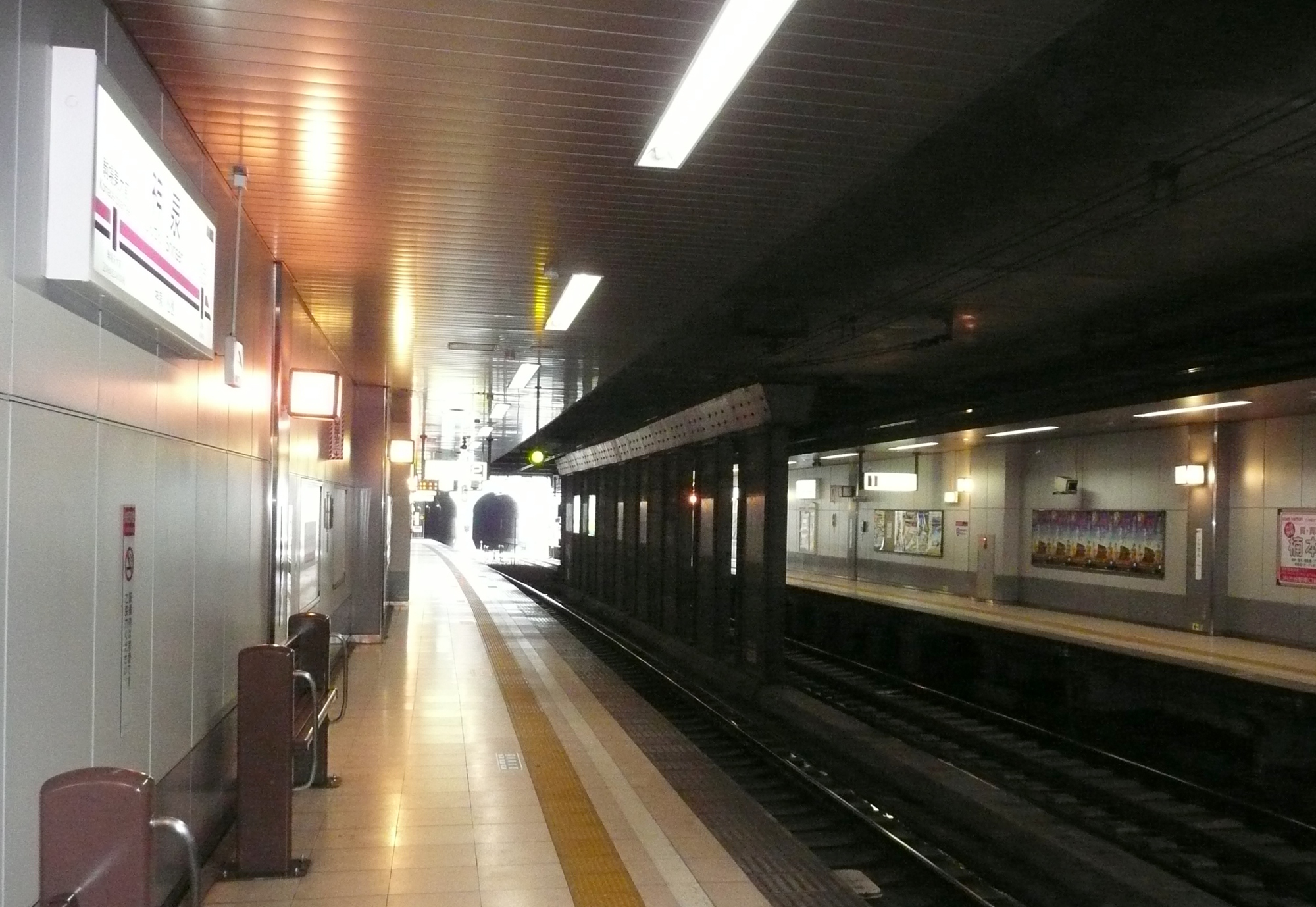
月台（2012年5月）

神泉站（日语：／ Shinsen eki */?）是一個位於東京都澀谷區神泉町，屬於京王電鐵井之頭線的鐵路車站。車站編號是IN02。

## 歷史
- 1933年（昭和8年）8月1日 - 作為帝都電鐵所屬的車站開始營業。
- 1940年（昭和15年）5月1日 - 合併到小田原急行鐵道、成為該公司所屬帝都線的車站。
- 1942年（昭和17年）5月1日 - 小田急電鐵與東京急行電鐵（大東急）合併。
- 1948年（昭和23年）6月1日 - 以京王帝都電鐵從東急分離出來，成為該公司井之頭線的車站。
- 1995年（平成7年）9月28日 - 月台延長工程完成，取消選擇性車門操作措施。
- 1996年（平成8年）12月2日 - 舊站臺拆除後大幅改良成現今所使用的樣貌，新車站落成。

## 車站構造
神泉車站為跨橋式站房結構的地面車站，月台為2面2線的岸式月台。有趣的點是，車站本身幾乎建構在隧道中，彷彿是地下車站一般。該站到澀谷車站的直線距離僅有500公尺，但因為與澀谷站之間的道玄坂一帶地形起伏大，加上此區域內沒有其他鐵道路線經過，促成了該站設立的必要性。
月台的使用有效長度本來只可容納3節18公尺長的車廂，停靠此站時吉祥寺端的2節車廂車門不予開啟，（在這以前曾經有一段時期，部分列車採用選擇性車門操作的措施），車站本身也僅有設置於澀谷側的簡易閘口，不像現在車站中設有販賣舖以及松濤方向的出入口。
之後，採用了長20公尺車廂設計的1000系電車投入營運同時，在隧道的延伸工程中也將月台進行延伸。直至1995年9月28日，停靠此站時，列車車門才可全部開啟。在選擇性車門操作措施實施的時代，沒入隧道的車廂車門前，皆有張貼「此車門無法開啟」的告示。這與同樣鄰接澀谷站的東急東橫線代官山站狀況類似。
1995年，神泉站連同隧道工程進行大幅度的改良工程，現今使用的車站建築於1996年12月2日落成。兩個月台與車站閘口之間皆設有電梯。廁所設置於2樓的閘口內。基於通用設計，也設置了無障礙廁所。
此站入選關東車站百選。

### 月台配置
| 月台 | 路線     | 方向 | 目的地                                     |
| ---- | -------- | ---- | ------------------------------------------ |
| 1    | 井之頭線 | 下行 | 下北澤、明大前、永福町、久我山、吉祥寺方向 |
| 2    | 井之頭線 | 上行 | 往澀谷                                     |

## 使用情況
2016年度的統計，每日平均上下車人數為10,400人。上下車乘客人數及乘車人數變化如下所記。
| 年度               | 1日平均 上下車人次 | 1日平均 上車人次 | 來源   |
| ------------------ | ------------------ | ---------------- | ------ |
| 1955年（昭和30年） | 3,168              |                  |        |
| 1960年（昭和35年） | 4,867              |                  |        |
| 1965年（昭和40年） | 7,541              |                  |        |
| 1970年（昭和45年） | 9,067              |                  |        |
| 1973年（昭和48年） | 14,515             |                  |        |
| 1975年（昭和50年） | 8,509              |                  |        |
| 1980年（昭和55年） | 7,343              |                  |        |
| 1985年（昭和60年） | 7,356              |                  |        |
| 1990年（平成02年） | 8,436              | 3,967            | [ 5 ]  |
| 1991年（平成03年） |                    | 3,899            | [ 6 ]  |
| 1992年（平成04年） |                    | 3,762            | [ 7 ]  |
| 1993年（平成05年） |                    | 3,693            | [ 8 ]  |
| 1994年（平成06年） |                    | 3,770            | [ 9 ]  |
| 1995年（平成07年） | 7,934              | 3,691            | [ 10 ] |
| 1996年（平成08年） |                    | 3,984            | [ 11 ] |
| 1997年（平成09年） |                    | 4,049            | [ 12 ] |
| 1998年（平成10年） |                    | 4,096            | [ 13 ] |
| 1999年（平成11年） |                    | 4,216            | [ 14 ] |
| 2000年（平成12年） | 8,954              | 4,282            | [ 15 ] |
| 2001年（平成13年） |                    | 4,477            | [ 16 ] |
| 2002年（平成14年） |                    | 4,564            | [ 17 ] |
| 2003年（平成15年） | 9,967              | 4,582            | [ 18 ] |
| 2004年（平成16年） | 9,706              | 4,441            | [ 19 ] |
| 2005年（平成17年） | 9,582              | 4,342            | [ 20 ] |
| 2006年（平成18年） | 9,980              | 4,570            | [ 21 ] |
| 2007年（平成19年） | 9,876              | 4,577            | [ 22 ] |
| 2008年（平成20年） | 9,758              | 4,512            | [ 23 ] |
| 2009年（平成21年） | 9,679              | 4,487            | [ 24 ] |
| 2010年（平成22年） | 10,056             | 4,676            | [ 25 ] |
| 2011年（平成23年） | 9,871              | 4,608            | [ 26 ] |
| 2012年（平成24年） | 10,246             | 4,762            | [ 27 ] |
| 2013年（平成25年） | 10,317             |                  |        |
| 2014年（平成26年） | 10,761             |                  |        |
| 2015年（平成27年） | 10,444             |                  |        |
| 2016年（平成28年） | 10,400             |                  |        |

## 車站週邊
周邊的地形起伏，坡道較多。車站東側是情侣酒店及風俗店林立而出名的圓山町，該區域也有其它一般的旅館或小餐廳，2000年代以後新開設了許多年輕人取向的俱樂部或是音樂展演空間。
西南側是環境閑靜的住宅區，北側的松濤則是高級住宅區。站前是小規模的商店街，延伸至山手通，小型餐飲店為數不少。該站是距離設在南平台町的東急電鐵總公司最近的車站。

## 相鄰車站
京王電鐵
 井之頭線
■急行
通過
■各站停車
澀谷（IN01）－神泉（IN02）－駒場東大前（IN03）

## 關連項目
- 日本鐵路車站列表

## 外部連結
- 神泉 - 京王電鐵